# Rue Jean-Moréas
La rue Jean-Moréas est une voie du 17e arrondissement de Paris, en France.

## Situation et accès
La rue Jean-Moréas est une voie publique située dans le 17e arrondissement de Paris. Elle débute au 4, avenue Stéphane-Mallarmé et se termine au 13-17, boulevard de la Somme.

## Origine du nom
Elle porte le nom de Jean Papadiamantapoulos dit Jean Moréas (1856-1910), poète français d'origine grecque.

## Historique
La voie a été ouverte et a pris sa dénomination actuelle en 1926 sur l'emplacement du bastion no 48 de l'enceinte de Thiers.